# Směrový sloupek

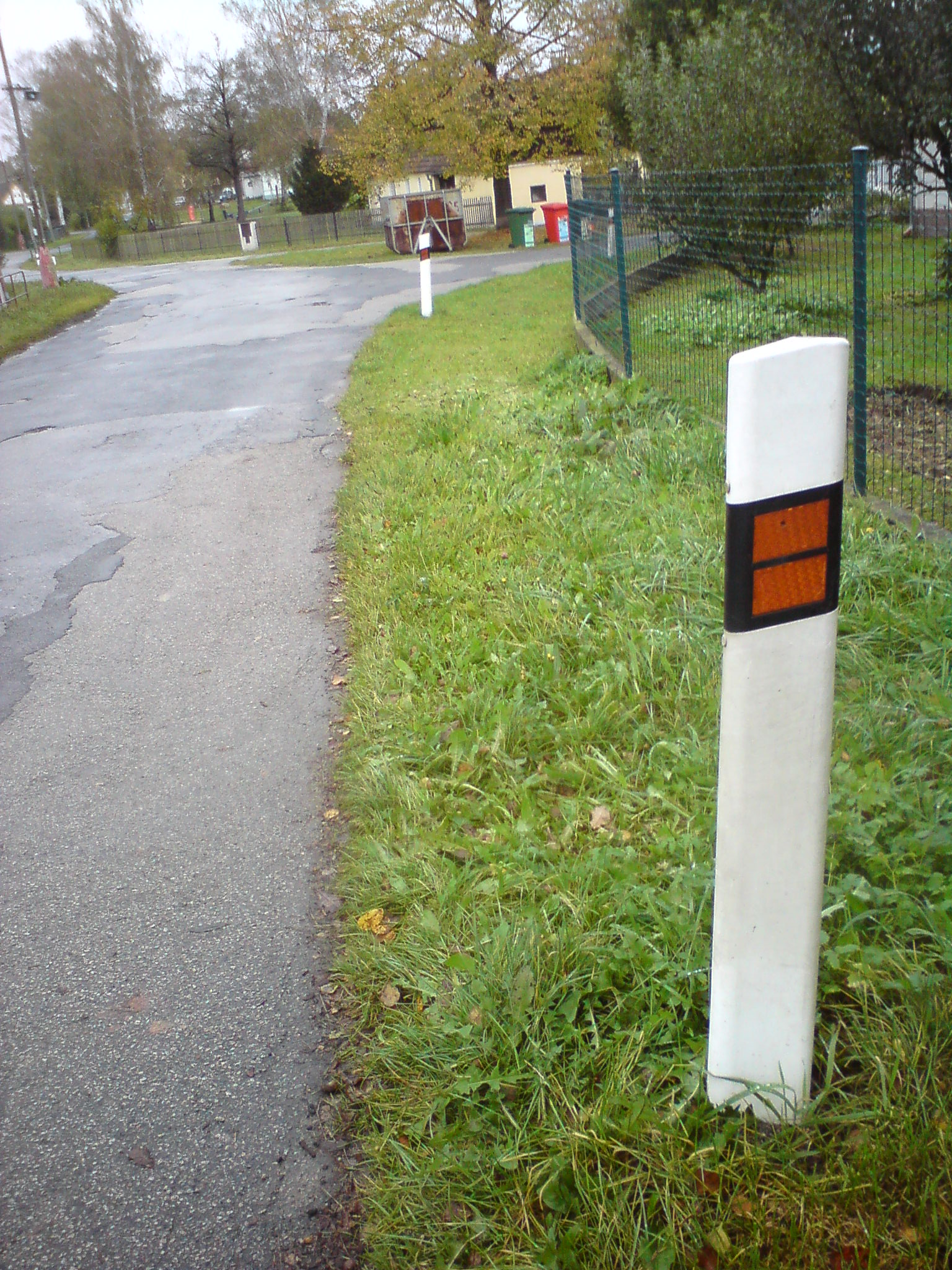
Český směrový sloupek (po směru jízdy)

Směrový sloupek je dopravní zařízení, které se umisťuje podél silnic jako vyznačení jejich okraje, čímž přispívá k orientaci řidičů a bezpečnosti silničního provozu, zejména za snížené viditelnosti. Používají se zejména na silnicích vyšších tříd. Sloupky se zpravidla umisťují vně krajnice, u dvoupásových komunikací někdy i k vnitřnímu okraji jízdního pásu, tedy na dělicí pás. Směrové sloupky mohou být kombinovány i se svodidly, pak zpravidla tvoří prodloužení sloupků svodidel. V některých zemích (například v Německu) jsou vybrané směrové sloupky standardně opatřeny tabulkou s číslem silnice, kilometráží, případně směrem a vzdáleností k nejbližší hlásce; plní tak zároveň funkci kilometrovníků (hektometrovníků).  

## Historie

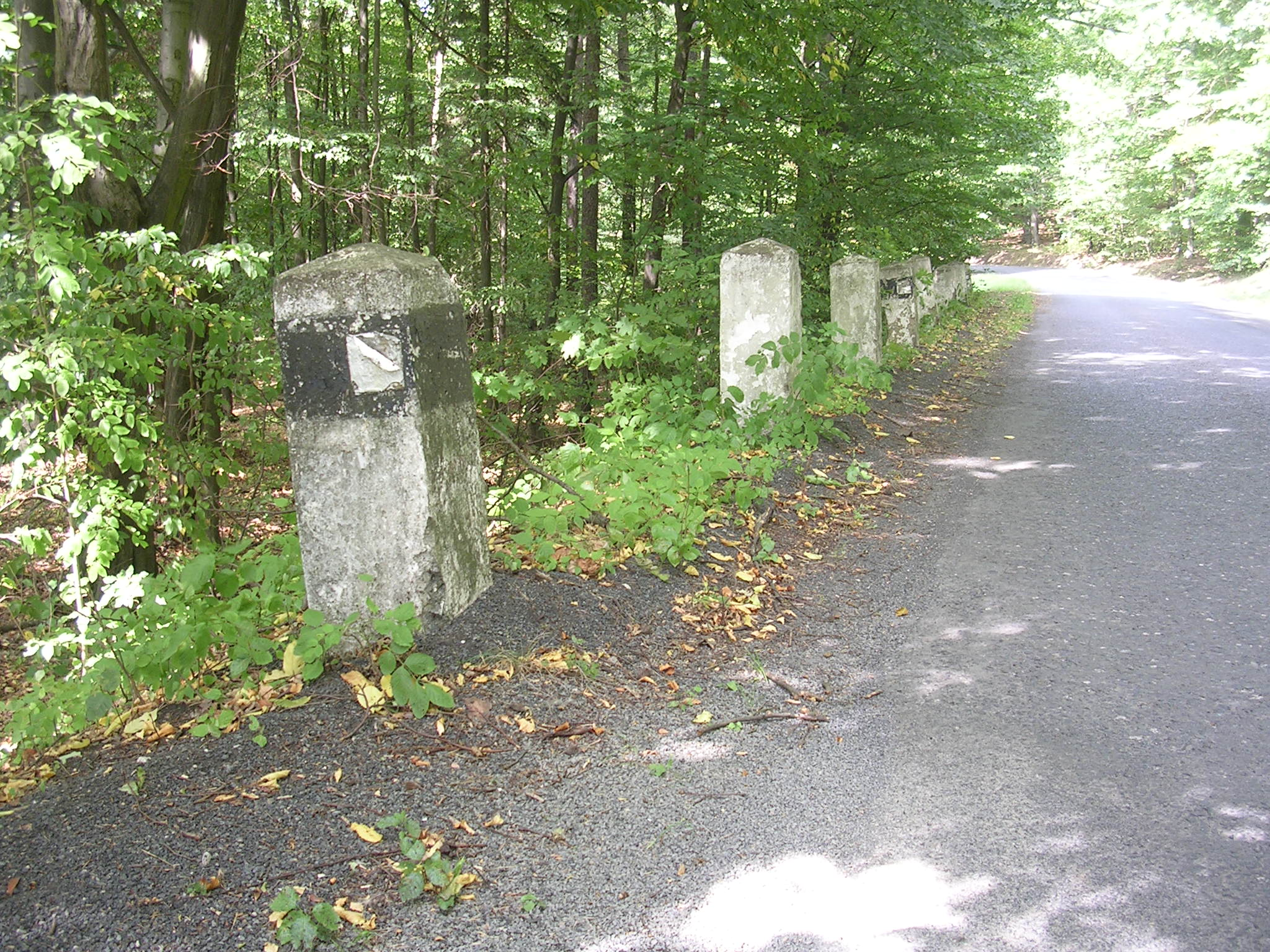
Betonové patníky ve funkci směrových sloupků, Rakovnicko

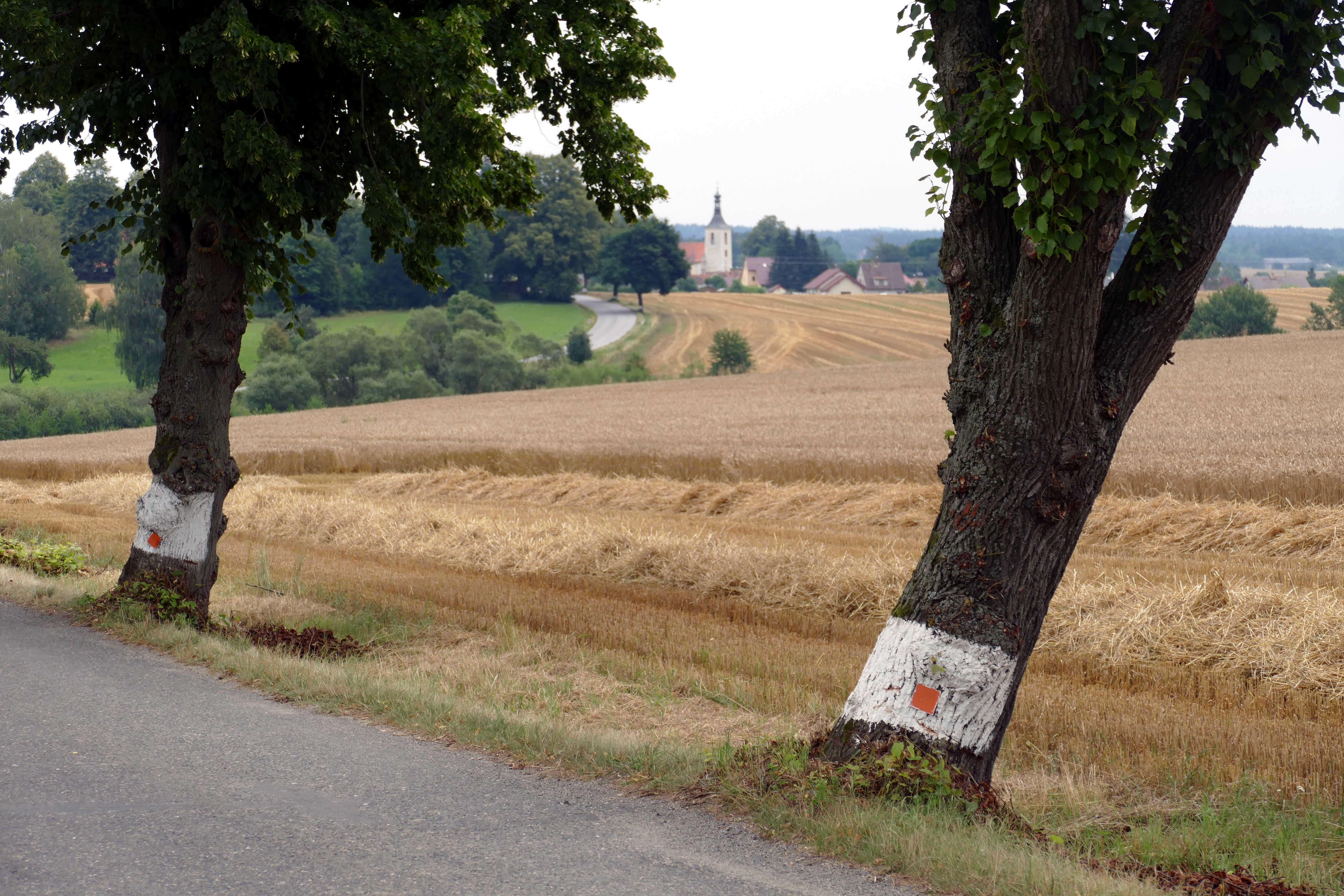
Stromy s bílými pruhy a odrazkami ve funkci směrových sloupků, Tučapy, Táborsko

Předchůdci směrových sloupků byly kamenné anebo betonové patníky, které se však s motorizací a tím zrychlením dopravy samy staly ohrožením bezpečnosti; směrové sloupky jsou vyrobeny z měkkých plastů, takže při srážce nepředstavují pro vozidlo ohrožení.

## Provedení v České republice

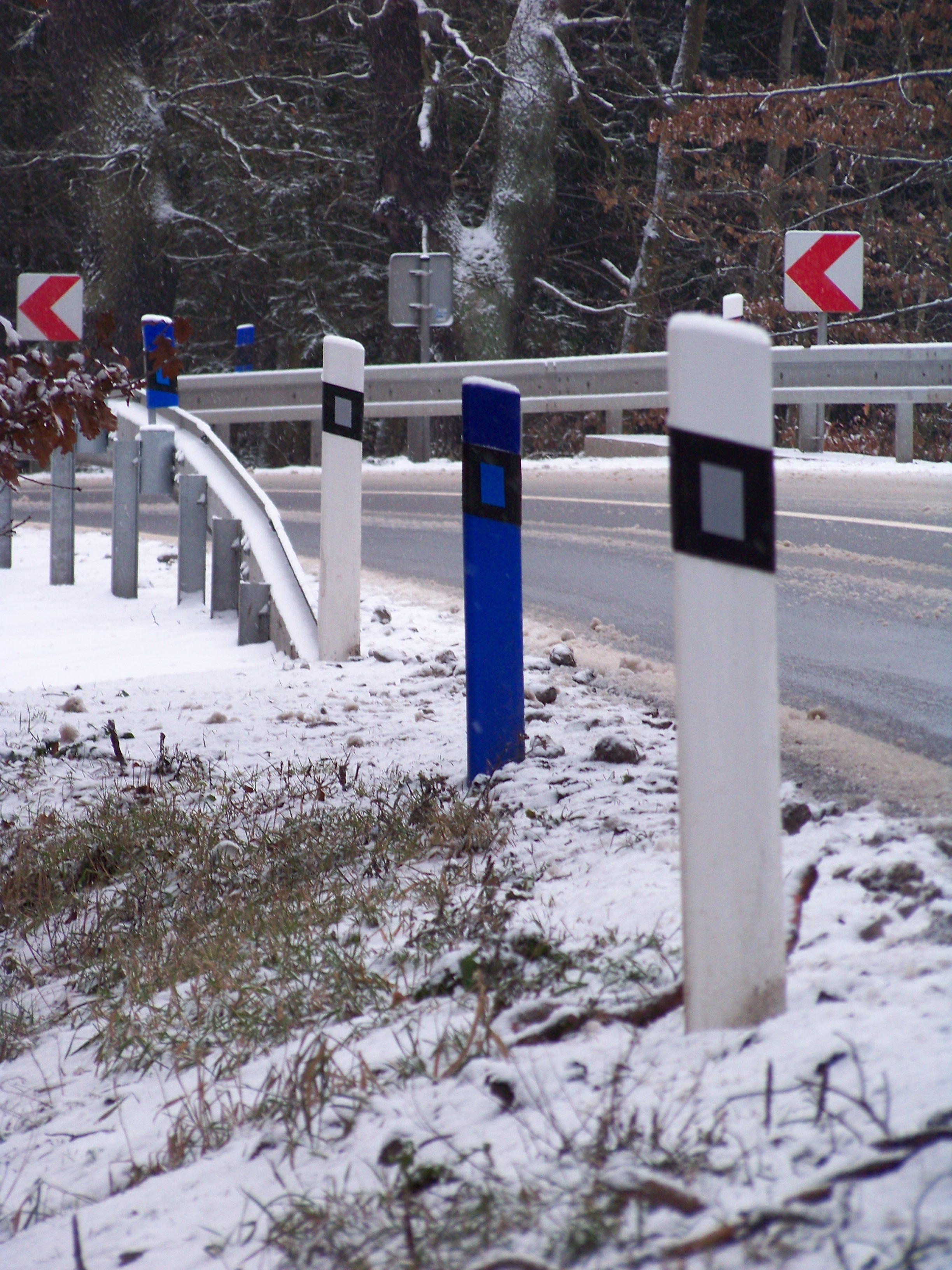
Směrové sloupky na hrázi rybníka Horní Kracle na Rakovnicku; modré sloupky se střídají s bílými

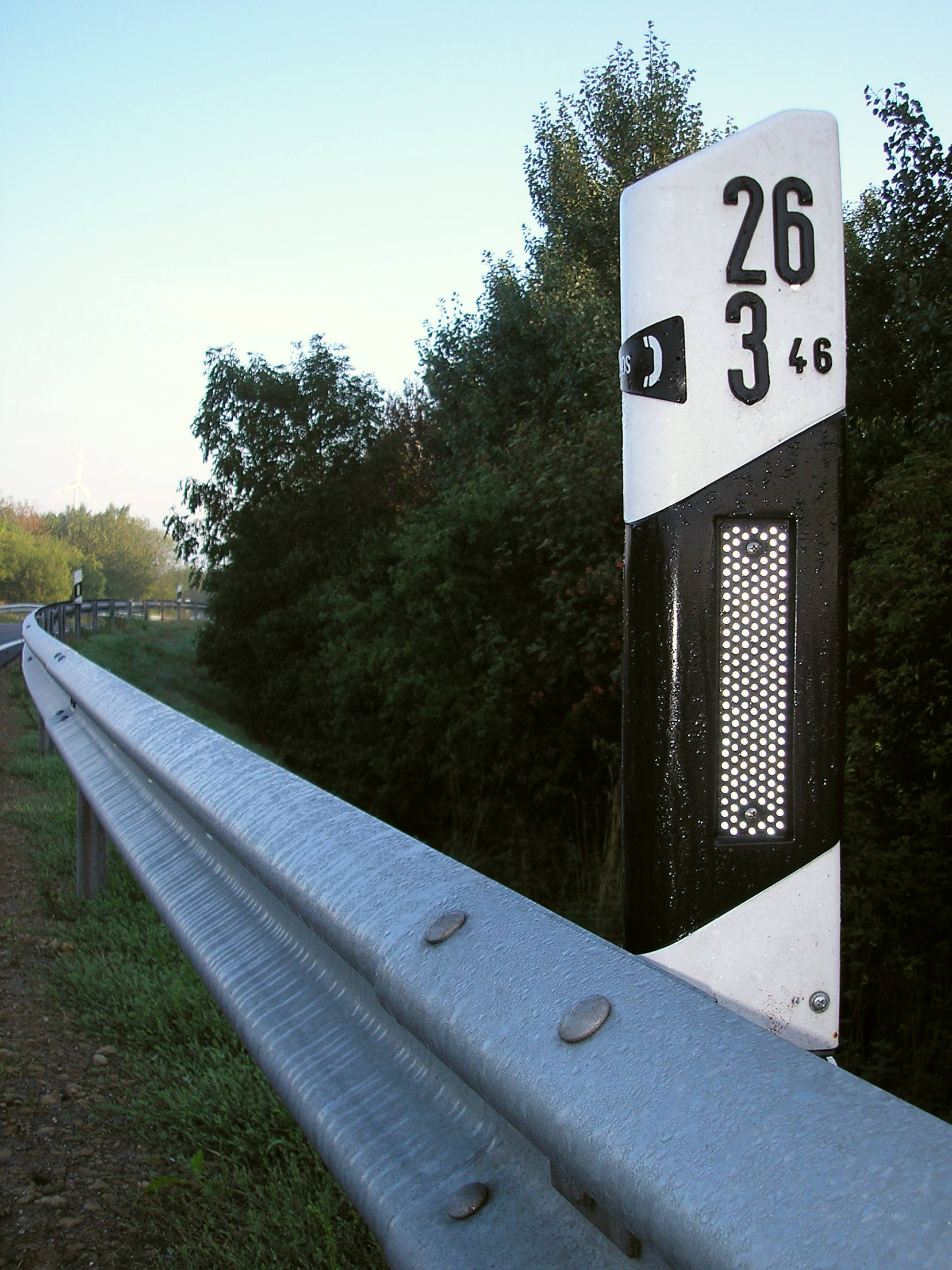
Směrový sloupek v Německu sloužící zároveň jako hektometrovník

### Historie
V československé vyhlášce 41/1960 Sb. byla dopravní zařízení vyjmenována (bez vyobrazení) v § 46 odst. 4. Mezi nimi byly „reflexní proužky a odrazová skla, vyznačující okraje silniční koruny“ a také „zábradlí, odrazníky, směrové kůly, řetězy a jiná zařízení určená pro řízení a zajištění silničního provozu“. Je otázka, zda směrové kůly lze ztotožnit s pozdějšími směrovými sloupky. 
V československé vyhlášce 80/1966 Sb. bylo v jedné větě v § 36 odst. 15 vyjmenováno (bez vyobrazení) 5 druhů dopravních zařízení, mezi nimi „odrazovky vyznačující okraj silniční koruny“. „Směrové desky v nebezpečných zatáčkách“ odpovídají dnešním vodicím tabulím. 
V československé vyhlášce 100/1975 Sb. byly v § 37 odst. 6 mezi dopravními zařízeními zmíněny „vodící směrové sloupky“ a „odrazové vodící značky vyznačující okraj silnice v barvě oranžové vpravo a v barvě bílé vlevo ve směru jízdy“. U těchto bodů chyběl odkaz na vyobrazení podoby. 
V československé vyhlášce 99/1989 Sb. byly „směrové sloupky“ a „odrazky vyznačující okraj silnice v barvě oranžové vpravo a v barvě bílé vlevo ve směru jízdy“ pouze vyjmenovány v § 47 v příkladmém výčtu dopravních zařízení, ale bez odkazu na vyobrazení jejich podoby (podobně nebyla vyhláškou stanovena podoba světelných a výstražných majáčků, dopravních hlásek, odrazových zrcadel, zábradlí, svodidel aj.).  

### Druhy
V České republice byla podoba směrových sloupků předepsána vyhláškou 30/2001 Sb. pod označeními Z 11a až Z 11f; touto vyhláškou byla nově zavedena i červená varianta sloupků (Z 11c, Z 11d), kterou lze užít v místě připojení účelové pozemní komunikace. Novelizační vyhláškou č. 91/2009 Sb. s účinností od 21. 4. 2009 byla zavedena modrá varianta sloupků (Z 11e, Z 11f), kterou lze užít na mostech a úsecích se zvýšeným nebezpečím náledí, současně byla přidána i kulatá varianta červeného sloupku (Z 11g). Tuto úpravu převzala i nová vyhláška 294/2015 Sb., účinná od 1. 1. 2016. Ta nově přidala směrový sloupek zelený kulatý s alternativním názvem baliseta, který je určen pro usměrňování provozu a pro zdůraznění podélné čáry souvislé vodorovného dopravního značení.
Bílé směrové sloupky jsou základní variantou. Na přední straně (tedy straně viditelné při pravé straně silnice) mají sloupky zdvojené oranžové odrazky, na zadní straně (tedy po levé straně silnice) jednoduché bílé odrazky, obojí kosodélníkového tvaru.
V úsecích s častějším výskytem náledí (mosty, hráze) se umisťují modré sloupky. Modré sloupky se umisťují střídavě s bílými sloupky, které doplňují. Modrými odrazkami jsou však vybaveny také sloupky  odrazení zvěře, které se však umisťují dále od vozovky (zpravidla až za silničním příkopem) a které nejsou směrovými sloupky, viz technické podmínky TP 130 Zařízení odrazující zvěř od vstupu na pozemní komunikaci. 
U míst vjezdu na účelovou pozemní komunikaci (polní a lesní cesty, parkoviště…) nebo výjezdu z ní se používají červené směrové sloupky. Vzhledem k tomu, že v České republice neexistuje žádné dopravní značení, které by spolehlivě odlišilo účelovou komunikaci od místní komunikace nebo od silnice III. třídy, zavedení červených sloupků tak umožnilo bezpečněji rozlišit, zda vyústění cesty je, či není křižovatkou, z čehož pak plynou závažné důsledky jak pro přednost v jízdě, tak vzhledem k tomu, zda je v daném místě ukončena platnost některých dopravních značek.

### Provedení
Základní vzhled je stanoven prováděcí vyhláškou k pravidlům silničního provozu. Sloupek má svoji základní barvu podle významu, dále podle vzoru ve vyhlášce zkosený horní okraj a v horní části šikmý černý pruh rovnoběžný se zkosením horního okraje, přičemž v tomto černém pruhu se umisťují odrazky shodné barvy, jako je barva sloupku, pouze na bílých sloupcích se z přední strany místo bílých odrazek používají oranžové (ze zadní strany jsou bílé). Červený kulatý sloupek je pv horní části opatřen po svém obvodu jedním pruhem červené retroreflexní fólie, zelený kulatý sloupek je v horní části vybaven dvěma vodorovnými pruhy bílé retroreflexní fólie nalepené v prolisech sloupku.
Směrové sloupky a odrazky jsou „stanovenými výrobky“ ve smyslu § 12 zákona č. 22/1997 Sb., o technických požadavcích na výrobky. Technické podmínky ministerstva dopravy TP 58 Směrové sloupky a odrazky - Zásady pro používání zmiňují odrazky buď jako součást směrových sloupků, nebo jejich umístění na jiném dopravním zařízení nebo překážce. Na směrové sloupky a odrazky se vztahuje technická specifikace podle ČSN EN 12899-3 Stálé svislé dopravní značení -– Část 3: Směrové sloupky a odrazky, stálost vlastností se posuzuje a zkouší podle SN EN 12899-5. Modré odrazky se posuzují a zkoušejí podle jiného předpisu (podle nařízení české vlády) než bílé, červené a zelené (které se posuzují podle nařízení Evropského parlamentu a rady) a vztahuje se na ně i samostatná ČSN 73 7030 Modré směrové sloupky a odrazky. Směrovými sloupky se zabývají také technické podmínky TP 65 Zásady pro dopravní značení na pozemních komunikacích. Rozměry stanoví vzorové listy VL 6.3 Vzorové listy staveb pozemních komunikací – Vybavení pozemních komunikací – Dopravní zařízení.
Směrové sloupky mají zpravidla tvar trubky s průřezem rovnoramenného trojúhelníku se zaoblenými rohy nebo tvar prohnuté desky. Funkci pravého a levého sloupku plní zpravidla konstrukčně jeden sloupek svou přední a zadní stranou. Řidiči vozidla pohybujícího se po komunikaci se musí směrový sloupek jevit jako plocha o šířce 100–140 mm a výšce 1050 mm pro směrově rozdělené komunikace (dálniční sloupek) nebo 800 mm na ostatních komunikacích (silniční sloupek), v případě směrového nástavce o výšce 330 mm, přičemž tolerance výšky je ±50 mm. Výška kulaté balisety je 700–1000 mm a pohledová šířka 150–220 mm. Směrové sloupky se osazují zpravidla do otvorů na krajnici nebo do patky. Otvory v krajnici lze vytvářet např. beraněním, vrtáním nebo ručně. Patka může být plastová, kovová nebo betonová.
Novější bílé směrové sloupky pro silnice jsou již zpravidla tvořeny jen tenkým plochým pásem, lehce prohnutým, jejichž výhodou má být kromě menší přitažlivosti pro zloděje a větší odolnosti proti krádeži i ohebnost, resp. pružnost, což usnadňuje například i práce na údržbě silniční zeleně. Tato verze byla prezentována v roce 2008 jako novinka dovezená z Austrálie. Zatímco cena masivního dutého sloupku v té době byla 150 Kč, cena lehkého plochého sloupku asi 200 Kč. Podle výrobce by měl sloupek vydržet až 1500 nárazů v obou směrech. Technické podmínky z roku 2016 již nedoporučují používat tříštivé sloupky (kam patří dosavadní klasické s trojúhelníkovým profilem) a doporučuje pružné, což jsou buď ploché, nebo kulaté.
Černý pruh má být ve vzdálenosti 150 mm od horní hrany sloupku a široký má být rovně 150 mm a má mít sklon 15° směrem do středu komunikace. Odrazky mají mít tvar kosodélníků se stejným sklonem jako černé pruhy. Kratší strana kosodélníku má mít rozměr 50–60 mm, delší strana 80–90 mm. Ve směru jízdy se do černého pruhu umisťují dvě odrazky nad sebou naležato, na levé straně jedna odrazka nastojato. Na červených kulatých sloupcích je retroreflexní pruh umístěn ve vzdálenosti 150 mm od horní hrany sloupku a široký je 100 mm. Na zelených kulatých sloupcích je šířka bílých retroreflexních pruhů 80–100 mm, výšková poloha je dána prolisy ve sloupku, jejichž polohu stanoví vzorové listy; příslušný vzorový list stanoví šířku jednotlivých pruhů 80–110 mm, ale jejich polohu a vzdálenost nekótuje.
Směrové sloupky mohou být doplněny sněhovými tyčemi, vyrobenými zpravidla z plastu. Sněhová tyč je obvykle průměru 50 mm a cca 50 mm pod horním okrajem je opatřena odrazkou o minimální ploše 3600 mm².
Jsou-li odrazky umístěny samostatně, jejich rozměry a tvar nejsou stanoveny, nesmějí však být tvaru rovnostranného trojúhelníku se základnou dole. Plocha odrazky musí být v rozmezí 3600–30000 mm², přičemž největší rozměr odrazky nesmí být delší než 250 mm. Doporučuje se, aby
- tvar a velikost odrazek v prolisu ocelové svodnice byl takový, aby odrazky nevyčnívaly z prolisu svodnice
- tvar odrazek na víčku sloupku lanového svodidla byl ležatý obdélník nebo kruh
- tvar odrazek na stěně betonových svodidel byl obdélník se svislou delší stranou

Podle materiálu a chování při nárazu vozidla se rozlišují typy sloupků:
- typ D1: tříštivé – po nárazu vozidla se rozlámou na kusy bez ostrých hran
- typ D2: oddělitelné – nárazem vozidla se mohou oddělit, ale pak je lze znovu nainstalovat
- typ D3: pružné, deformovatelné – jsou navrženy tak, aby se při nárazu vychýlily a poté zase vrátily do původní polohy
- typ D4: nástavce – určené pro osazení na konstrukci například na svodidlo (směrový nástavec). Tvar nástavců na svodidlo má být shodný jako vrchní část směrového sloupku. Pokud horní hrana nejvyšší svodnice přesahuje 95 cm, nelze použít nástavce a pro vymezení šířky pozemní komunikace je možno použít pouze odrazky v prolisu svodidel.[1]

Typy D1 a D2 technické podmínky z roku 2016 nedoporučují na pozemních komunikacích používat.
Odrazky se podle materiálu rozdělují do tří typů:
- R1 z retroreflfexní fólie
- R2 plastové (prizmatické)
- R3 skleněné (bikonvexní)

### Umístění
Podle TP 65 se bílé směrové sloupky užívají zejména mimo obec a umisťují se po obou stranách pozemní komunikace v nezpevněné části krajnice. Červené sloupky se používají v obci i mimo obec.
Směrové sloupky vymezují kategorijní šířku nebo volnou šířku pozemní komunikace. Umisťují se v nezpevněné části krajnice a ve středním nebo v postranním dělicím pásu. Je-li zřízen rigol na úkor nezpevněné krajnice, osazují se sloupky v příčném řezu těsně za hranu odvodňovacího zařízení.
Odrazky se mohou umisťovat kromě směrových sloupků a nástavců také v prolisu ocelové svodnice, na víčku sloupku lanového svodidla nebo na svislé nebo téměř svislé stěně betonového svodidla. Lze jimi označovat i jiné překážky, například stromořadí, zídky či opěry. Úhel natočení odrazky vzhledem k příčnému řezu komunikace má být 0–15°, v obloucích o menším poloměru (20–30 m) mohou být natočeny asi o 30°, aby měly optický účinek i pro vozidla přijíždějící k zatáčce. Červený sloupek, není-li použita kulatá verze, má být orientovaný tak, aby odrazky směřovaly k účelové komunikaci.
Na směrově rozdělených komunikacích lze směrové sloupky na vnitřní straně jízdního pásu (u středového dělicího pásu) nahradit vibrační vodicí čarou a reflexními dopravními knoflíky.
Podélnou vzdálenost (interval) sloupků či odrazek technické podmínky nestanoví a odkazují na ČSN 73 6101. Zmiňují však, že předepsanou vzdálenost lze v odůvodněných případech zmenšit (například v dopravně nebezpečných místech, při vytvoření souvislého optického plotu na ochranu zvěře pomocí odrazek proti zvěři, v úsecích s oblouky s častým výskytem mlh apod.). Směrové sloupky po pravé a levé straně se mají osazovat vstřícně (po obou stranách ve stejné vzdálenosti a v témž příčném řezu), nikoliv střídavě.
Podle ČSN 73 6101  Projektování silnic a dálnic z roku 2004 se umisťují směrové sloupky v takovýchto rozestupech měřených na ose komunikace:
| Poloměr oblouku          | Rozestup |
| ------------------------ | -------- |
| ≥ 1250 m nebo přímý úsek | 50 m     |
| 850–1250 m               | 40 m     |
| 450–850 m                | 30 m     |
| 250–450 m                | 20 m     |
| 50–250 m                 | 10 m     |
| < 50 m                   | 5 m      |

Žádný z relevantních předpisů nepodmiňuje nutnost ani způsob umisťování směrových sloupků kategorií, třídou ani návrhovou rychlostí komunikace, pouze pro směrově rozdělené komunikace je předepsán větší rozměr sloupků a umožněno nahradit je na vnitřní straně vozovky vibrační vodicí čarou a dopravními knoflíky. 
Modré sloupky se umisťují navíc jako přídavné, střídavě s bílými sloupky, vždy ve vzdálenosti cca 5 metrů před bílým sloupkem, a umisťují se jak v nebezpečném úseku, tak v úseku 200 metrů před ním. Červené sloupky se umisťují v linii bílých sloupků, a to na hranici křižovatky na obou stranách zaústění účelové komunikace, přičemž upřednostňovány jsou kulaté sloupky s reflexním pruhem po celém obvodu sloupku. Mají být zřetelně viditelné z obou komunikací.
Kulaté zelené směrové sloupky (balisety) se používají:
- pro vyznačení a zdůraznění rozštěpu u odbočovacích pruhů zejména ve složitějších případech při rozvětvení pruhů, na hrotu rozštěpu ve 2 řadách do tvaru písmene V, a to nejméně tři sloupky v řadě ve vzájemné vzdálenosti cca 4 m od sebe. Doporučeny jsou pro nákupní nebo průmyslové zóny, kolektory apod., zatímco na dálnicích a rychlostních komunikacích v extravilánu se zpravidla neumisťují.
- při snížení počtu jízdních pruhů, v řadě za sebou, přičemž začátek řady je v místech první šipky vodorovné dopravní značky V 9c ve směru jízdy, mezi prvními třemi sloupky je vzdálenost cca 24 m, další jsou pak po cca 12 m
- pro vyznačení a zdůraznění oblouků v obcích, v řadě za sebou se vzájemnou vzdáleností cca 4 m
- pro vyznačení a zdůraznění zúžení vozovky v obci ve stísněných podmínkách, v řadě za sebou se vzájemnou vzdáleností cca 4 m
- u připojovacích pruhů v odůvodněných případech. Osazují se na dopravní stín v řadě délky nejméně 16 m s mezerami po cca 4 m, přičemž poslední sloupek se osazuje v místě, kde stín má šířku už jen asi 1 m, nebo řada končí až v místě, kam je třeba oddálit místo přejíždění vozidel z připojovacího pruhu do druhého pruhu
- pro zdůraznění podélné čáry souvislé v místech zákazu předjíždění, odbočování vlevo nebo otáčení. Mimo obec může být vzájemná vzdálenost mezi sloupky až 24 m, v obci může být snížena v odůvodněných případech až na 2 m.

Sloupky se v příčném řezu zpravidla umisťují lícem ve vzdálenosti 0,5 m od vnitřní strany podélné čáry souvislé nebo okraje dopravního stínu; výjimečně na této čáře.

### Druhotné využití

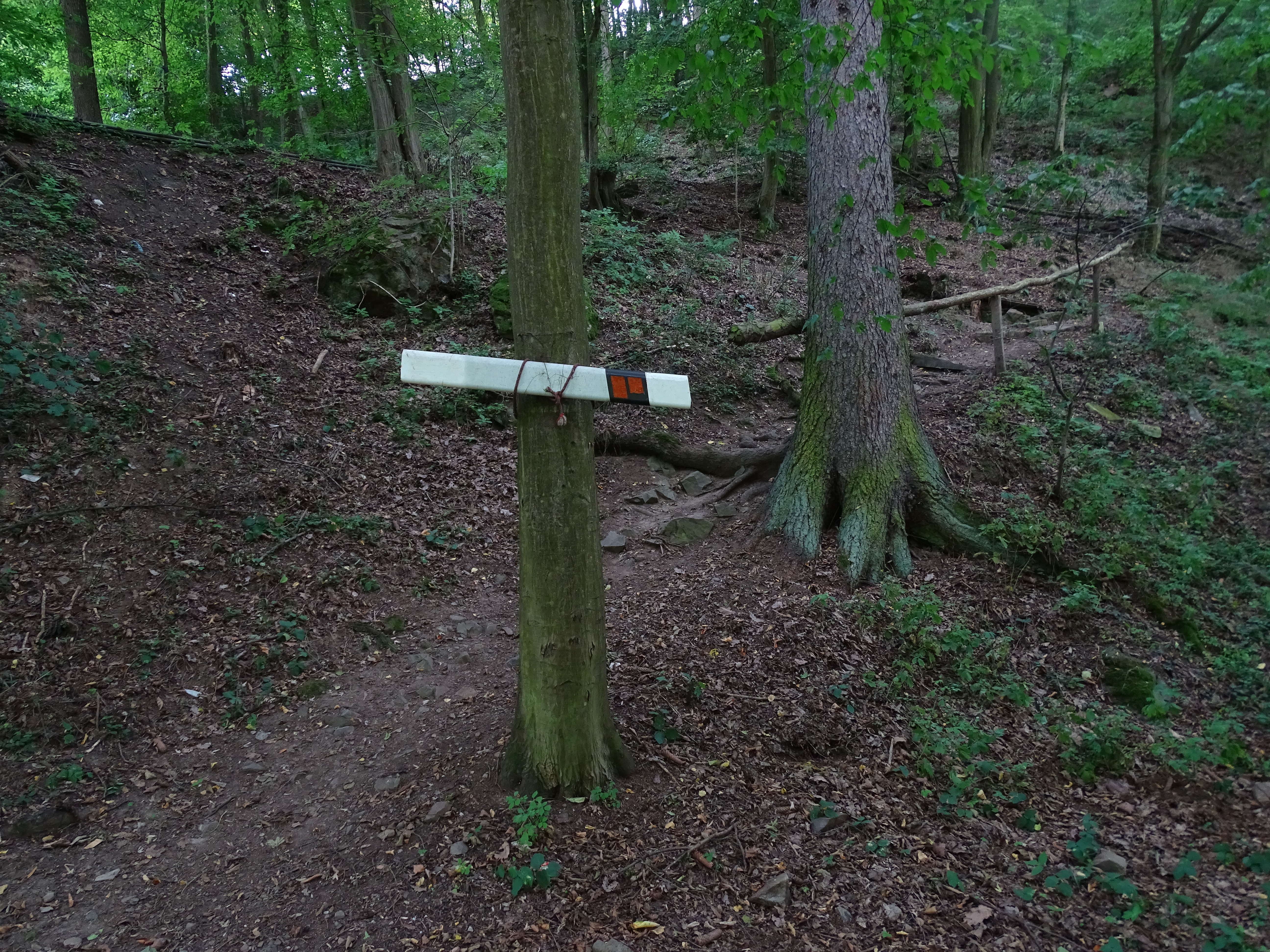
Směrový sloupek využitý jako poštovní schránka

V České republice se vyřazené či ukradené směrové sloupky staršího provedení (duté z masivního plastu) nezřídka po mírné úpravě a upevnění ve vodorovné poloze používají jako schránka pro doručování novin. To již novější, ploché sloupky neumožňují.